# Daniel Brodhead
 (mai 2016).
Le contenu est difficilement compréhensible vu les erreurs de traduction, qui sont peut-être dues à l'utilisation d'un logiciel de traduction automatique.
Daniel Brodhead (17 octobre 1736 - 15 novembre 1809) est un militaire et homme politique américain durant la guerre d'indépendance américaine et les premières années des États-Unis.

## Biographie
Dans les années qui ont précédé le déclenchement des hostilités, Brodhead a commencé à prendre part aux mouvements de protestation contre les taxations britanniques. En 1774, Brodhead a été élu pour représenter le comté de Berks en Pennsylvanie lors d'une réunion provinciale tenue à Philadelphie le 15 juillet 1774.

### Révolution américaine
En 1776, lorsque la guerre a éclaté, Brodhead était officier du 8e régiment de Pennsylvanie des troupes coloniales avec le grade de lieutenant-colonel. Son premier fait d'armes eut lieu à la bataille de Long Island, où il a été reconnu par George Washington pour sa bravoure et son initiative. Lors de la bataille, le fils unique de Brodhead, également nommé Daniel, a été blessé et capturé. Il a plus tard été échangé en 1778, et il a pris sa retraite à titre de capitaine en 1779 du 3e régiment de la Pennsylvanie.
Brodhead a pris le commandement du 8e régiment de Pennsylvanie après la mort de son commandant, Aeneas Mackay, et il a été promu colonel. Brodhead a conduit ses troupes durant la défense de Philadelphie en 1777 et passe l'hiver avec l'Armée continentale à Valley Forge en 1777-1779. En avril 1778, Brodhead a mené avec succès une expédition contre les Lenapes autour de la rivière Muskingum dans la vallée de l'Ohio. En juin 1778, Washington a envoyé Brodhead et le 8e régiment de Pennsylvanie pour reconstruire et renouveler la garnison de l'avant-poste frontalier de Fort Muncy, dans ce qui est aujourd'hui le comté de Northumberland. Brodhead a défendu les colons locaux des tribus alliées aux Britanniques.
Brodhead a commandé le 8e de la Pennsylvanie après l'échec du général Lachlan McIntosh dans sa tentative de capturer le bastion britannique du Fort Détroit. Le 5 mars 1779, Brodhead a remplacé McIntosh comme commandant du Département de l'Ouest. Son commandement inclut des forts frontaliers comme Fort Pitt (aujourd'hui Pittsburgh), Fort McIntosh (Beaver (Pennsylvanie)), Fort Laurens (près de Bolivar (Ohio)), Fort Tuscarora (près de Lisbon (Ohio)), Fort Henry (Wheeling (Virginie-Occidentale)), Fort Armstrong (près de Kittanning (Pennsylvanie)), et Fort Holliday's Cove, ainsi que des douzaines de forts moins importants.
Les Hurons-Wendat, Mingos, Shawnees et Lenapes étaient des alliés des Britanniques et attaquaient régulièrement les colons dans la vallée de l'Ohio. Les Britanniques étaient puissants au fort Détroit et à d'autres avant-postes, et avaient l'appui de la Confédération iroquoise en tant qu'alliés. Brodhead était confronté à une alliance fragile avec les tribus iroquoises comme les Oneidas, une grande population de sympathisants loyalistes, et une trêve fragile avec les puissants Lenapes. Leur chef avait signé un traité avec les États-Unis en tant qu'allié.
À partir de son quartier général à Fort Pitt, Brodhead a dirigé de nombreuses attaques contre les tribus autochtones hostiles, et il conduit souvent les expéditions personnellement. Son plus célèbre attaque vint contre les Sénécas de la Confédération iroquoise entre le 11 août et le 14 septembre 1779. Brodhead a quitté Fort Pitt avec un contingent de 605 soldats et miliciens pour aller dans le nord-ouest de la Pennsylvanie. Il a suivi la rivière Allegheny jusqu'à New York, où il a conduit les Sénécas hors de leurs villages. Comme la plupart des guerriers étaient loin pour combattre l'expédition Sullivan plus à l'Est de New York, Brodhead a eu peu de résistance et a détruit les villages des Sénécas, leurs cultures agricoles, et les gens au cœur de la nation sénéca.
En 1781, certains Lenapes ont mis fin à leur neutralité avec les Américains et combattirent aux côtés des Britanniques. En représailles, Brodhead a monté l'expédition de Coshocton, envahissant leur territoire dans le centre de l'Ohio et détruisant le village principal de Coshocton dans ce qui est maintenant le centre-est de l'Ohio. À la suite de la campagne, les Lenapes s'enfuient de l'Est de l'Ohio. Ils ont également juré vengeance.